# Ensino
O ensino é uma forma sistemática de transmissão de conhecimentos utilizada pelos humanos para instruir e educar seus semelhantes, geralmente em locais conhecidos como escolas. O ensino pode ser praticado de diferentes formas. As principais são: o ensino formal, o ensino informal e o ensino não formal. O ensino formal é aquele praticado pelas instituições de ensino, com respaldo de conteúdo, forma, certificação, profissionais de ensino etc. O ensino informal está relacionado ao processo de socialização do homem. Ocorre durante toda a vida, muitas vezes até mesmo de forma não intencional. O ensino não formal, por sua vez, é intencional. Em geral, é aquele relacionado a processos de desenvolvimento de consciência política e relações sociais de poder entre os cidadãos, praticadas por movimentos populares, associações, grêmios etc. Os limites entre essas três categorias de educação não são extremamente rígidos, são permeáveis. Pois estamos aprendendo constantemente e por diferentes vias e agentes.

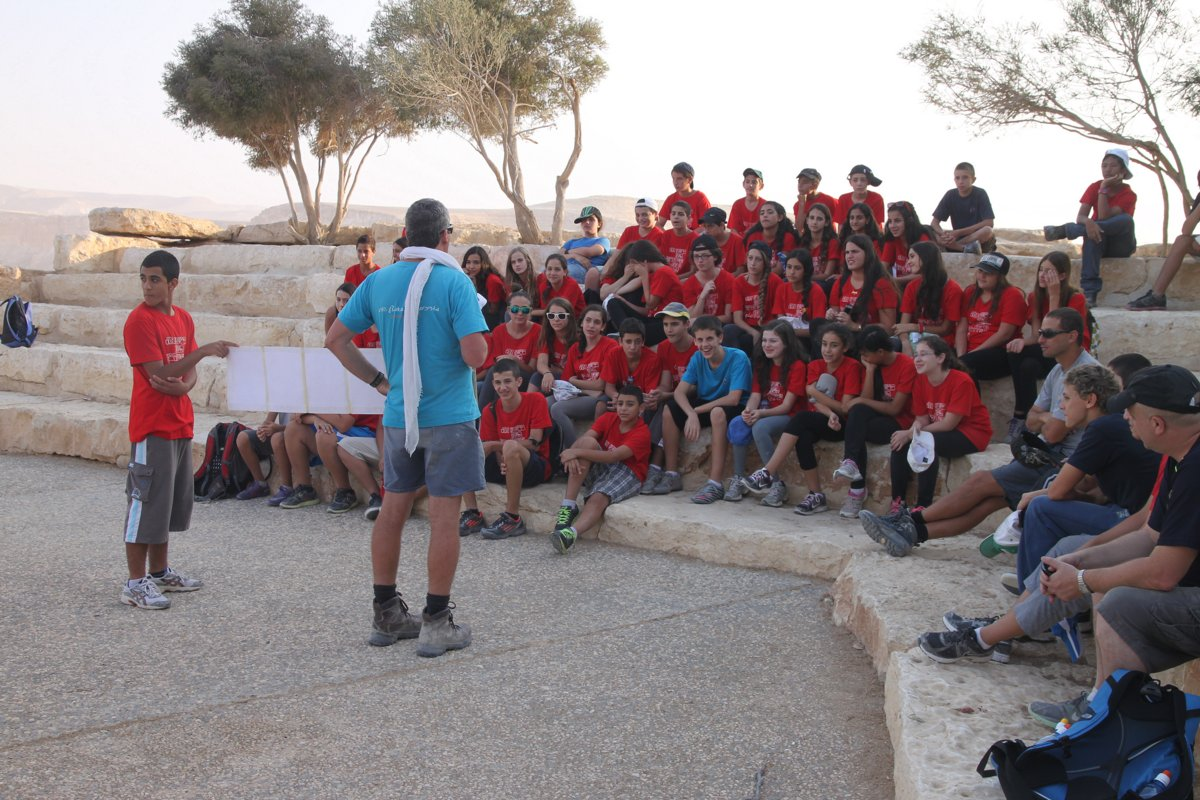
Ensino de adolescentes em Israel

## Ensino doméstico
No Brasil, o ensino doméstico (homeschooling) é crime previsto no artigo 246 do Código Penal, ocorrendo quando o pai, mãe ou responsável deixa de garantir, a seu filho, educação primária em escolas regulares . A criminalização da conduta tem, como principal objetivo, coibir a prática e garantir que toda criança tenha direito à educação formal.
No Brasil, o ensino é obrigatório entre os 4 e 17 anos. Os pais ficam responsáveis por colocar as crianças na educação infantil a partir dos 4 anos e por sua permanência até os 17 (Lei de Diretrizes e Bases da Educação Nacional). O artigo 1 634 do Código Civil Brasileiro diz que compete aos pais, quanto aos filhos menores, dirigir-lhes a criação e a educação. O artigo 22 do Estatuto da Criança e do Adolescente (ECA) diz que, aos pais, incumbe o dever de sustento, guarda e educação dos filhos menores. E o artigo 55 do mesmo estatuto diz que os pais ou responsáveis têm a obrigação de matricular seus filhos na rede regular de ensino.
O ensino doméstico também é proibido em países como a Alemanha e a Suécia.[carece de fontes?]

## Paralelismo entre a aprendizagem e o ensino
Fazendo um paralelismo entre os paradigmas da aprendizagem e o ensino, podemos associar, a cada corrente teórica, técnicas de ensino mais adequadas ao processo de aprendizagem:

### Paradigmabehaviorista
- Exercícios de repetição
- Ensino individualizado
- Demonstrações para imitação
- Memorização

### Paradigmacognitivista
- Ensino pela descoberta
- Apresentação dos objetivos
- Questionários orientados para a compreensão
- Esquemas
- Debates
- Discussões
- Estudo de casos

### Paradigmahumanista
- Ensino individualizado
- Discussões
- Debates
- Painéis
- Simulações
- Jogos de Papéis
- Resolução de Problemas

### Paradigmasocial
- Imitação
- Debates
- Jogos de papéis
- Discussões

## O estresse
Como profissão, o ensino tem níveis globais de estresse que estão entre os maiores de qualquer profissão em alguns países, como o Reino Unido. O grau deste problema está se tornando cada vez maior. A formação de professores, cada vez mais, reconhece a necessidade de treinar os novos profissionais para a superação dos desafios de saúde mental que podem ter de enfrentar.
Geralmente, o estresse afeta os alunos mais severamente do que os professores, até o ponto de os alunos necessitarem de medicamentos. Reivindica-se que esse estresse é relacionado aos testes padronizados e à pressão sobre os estudantes para eles pontuarem acima da média.